# Unterseeboot 346
Le Unterseeboot 346 (ou U-346) est un sous-marin allemand (U-Boot) de type VII.C utilisé par la Kriegsmarine (marine de guerre allemande) pendant la Seconde Guerre mondiale.

## Construction
L'U-346 est un sous-marin océanique de type VII C. Construit dans les chantiers de Nordseewerke à Emden, la quille du U-346 est posée le 28 octobre 1942 et il est lancé le 13 avril 1943. L'U-346 entre en service deux mois plus tard.

## Historique
Mis en service le 7 juin 1943, l'Unterseeboot 346 effectue son temps d'entraînement initial à Danzig au sein de la 8. Unterseebootsflottille sous les ordres de l'Oberleutnant zur See Arno Leisten.
Pendant cette période d'instruction, l'U-346 coule le 20 septembre 1943 dans la mer Baltique près de Hela, à la position géographique de 54° 37′ N, 18° 50′ E lors d'un accident de plongée. 
Trente-sept des quarante-trois membres d'équipage meurent dans cet accident, il y a six survivants.

## Affectations
- 8. Unterseebootsflottille à Danzig du 7 juin au 20 septembre 1943 (Flottille d'entraînement).

## Commandements
- Oberleutnant zur See Arno Leisten du 7 juin au 20 septembre 1943

## Patrouilles
L'U-346 n'a pas effectué de patrouilles, n'étant jamais entré en service actif. Il n'a donc ni coulé, ni endommagé de navire ennemi.

### Source et bibliographie
- (en) Cet article est partiellement ou en totalité issu de l’article de Wikipédia en anglais intitulé « German submarine U-346 » (voir la liste des auteurs).
- Chris Bishop, historien militaire (trad. de l'anglais par Christian Muguet), Les sous-marins de la Kriegsmarine : 1939-1945 : le guide d'identification des sous-marins [« The spellmount submarine identification guide : Kriegsmarine U-boats 1939-1945 »], Paris, Éd. de Lodi, 2008, 192 p. (ISBN 978-2-84690-327-1, OCLC 470721805, BNF 41298980)